# Бланко Лещук, Густаво
Густа́во Эсекье́ль Бла́нко Лещу́к (исп. Gustavo Ezequiel Blanco Leschuk; род. 5 ноября 1991[…], Лас-Эрас, Мендоса) — аргентинский футболист, нападающий иранского клуба «Эстегляль».

## Биография
Воспитанник футбольной школы аргентинского клуба «Арсенал» (Саранди). Его дебют состоялся 8 марта 2011 года в матче против «Индепендьенте». Первый гол в высшей аргентинской лиге забил 11 июня 2011 года в матче против «Колона». В 2012 году был арендован командой «Депортиво Мерло» с второго по уровню дивизиона Аргентины. За время аренды сыграл 19 матчей и забил 2 гола. После возвращения в «Арсенал» главный тренер Густаво Альфаро сказал, что не рассчитывает на него. Нападающий решил покинуть пределы Аргентины и попробовать себя в Европе.
В феврале 2014 года Бланко Лещук подписал двухлетний контракт с «Анжи». Его зарплата в России стала больше в 8 раз, чем была в Аргентине. Через 4 месяца по окончании сезона покинул вылетевший из премьер-лиги клуб свободным агентом, ни разу не появившись на поле в составе основной команды.
В сентябре 2014 года подписал двухлетний контракт с одним из самых титулованных клубов Марокко — «Видад» Касабланка, где главным тренером был испаноговорящий Джон Тошак. Бланко Лещук отыграл только пять матчей за полгода и в феврале 2015 года посреди сезона игрок и клуб решили обоюдно разорвать контракт.
В марте 2015 года перешёл в «Ассириску». За девять месяцев сыграл 25 матчей и забил 10 голов во второй по силе лиге Швеции, став лучшим бомбардиром команды и 7-м в списке снайперов первенства.
В феврале 2016 года на правах свободного агента перешёл в львовские «Карпаты». 5 марта 2016 года дебютировал в чемпионате Украины в игре против одесского «Черноморца». Первый гол забил 23 апреля в матче против «Говерлы». За первых три месяца пребывания в клубе сыграл 9 матчей и забил 2 гола. 23 июля 2016 года аргентинец открыл счёт своим голам в новом сезоне уже в матче 1-го тура чемпионата Украины против днепродзержинской «Стали», дважды поразив ворота (3:0). В 4-м туре отметился в воротах донецкого «Шахтёра» (2:3), а во втором матче в 15-м туре против горняков заработал пенальти. Всего за 17 матчей в первом круге чемпионата забил 7 голов и сделал 4 результативные передачи, став лучшим футболистом УПЛ по системе гол+пас.
В январе 2017 года подписал контракт с донецким «Шахтёром» на 3,5 года . Сумма трансфера составила 400 тысяч евро. Дебютировал 16 февраля 2017-го в матче 1/16 финала Лиги Европы 2016/17 с испанским клубом «Сельта». Отметился голом на 26-й минуте и был признан лучшим игроком матча.
8 августа 2018 года Бланко Лещук был отдан в аренду до конца сезона испанскому клубу «Малага».
24 августа 2019 года стало известно что Бланко Лещук перешёл в турецкий клуб «Антальяспор».

## Достижения
«Арсенал Саранди»
- Чемпион Аргентины: 2012 (Клаусура)

«Шахтёр» Донецк
- Чемпион Украины: 2016/17

## Стиль игры
Густаво Бланко Лещук — высокий и мощный центрфорвард с наиболее явно выраженной специализацией. Эксперт по завершению фланговых передач. Игра Лещука в воздухе — это его главное конкурентное преимущество. Умеет протаранить соперника и нанести сильный удар головой в борьбе. При этом у него слишком много таких ударов и низкая реализация при игре ногами. Когда команда просто выбивает мяч вперёд, ему удаётся зацепиться, заработать фол или скинуть мяч партнёру. Его стиль игры — постоянные единоборства. Аргентинец также часто бьёт издали.

## Семья
Отец, Марселино Бланко, был футболистом, играл нападающим за «Уракан» (Лас-Эрас), с которым выигрывал чемпионат провинции Мендоса в 1984-м, и «Расинг» (Кордоба). Именно он, в прошлом кумир болельщиков «Уракана», привил Густаво любовь к игре с детства и помогал ему сделать первые шаги в профессиональном спорте благодаря старым футбольным связям..
У Густаво три брата и сестра. Его младший брат, Иван Бланко Лещук, выступает за аргентинский «Сан-Мартин» на позиции защитника.

## Статистика
| Выступление      | Выступление         | Выступление      | Лига | Лига | Кубки | Кубки | Еврокубки | Еврокубки | Остальные | Остальные | Итого | Итого |
| Клуб             | Лига                | Сезон            | Игры | Голы | Игры  | Голы  | Игры      | Голы      | Игры      | Голы      | Игры  | Голы  |
| ---------------- | ------------------- | ---------------- | ---- | ---- | ----- | ----- | --------- | --------- | --------- | --------- | ----- | ----- |
| Арсенал          | Чемпионат Аргентины | 2010/11          | 8    | 1    | 0     | 0     | 0         | 0         | 2         | 1         | 10    | 2     |
| Арсенал          | Чемпионат Аргентины | 2011/12          | 11   | 1    | 2     | 0     | 0         | 0         | 6         | 0         | 19    | 1     |
| Арсенал          | Итого               | Итого            | 19   | 2    | 2     | 0     | 0         | 0         | 8         | 1         | 29    | 3     |
| Депортиво Мерло  | Примера B Насьональ | 2012/13          | 19   | 2    | 0     | 0     | 0         | 0         | 0         | 0         | 19    | 2     |
| Депортиво Мерло  | Итого               | Итого            | 19   | 2    | 0     | 0     | 0         | 0         | 0         | 0         | 19    | 2     |
| Анжи             | Премьер-лига        | 2014             | 0    | 0    | 0     | 0     | 0         | 0         | 0         | 0         | 0     | 0     |
| Анжи             | Итого               | Итого            | 0    | 0    | 0     | 0     | 0         | 0         | 0         | 0         | 0     | 0     |
| Видад            | Чемпионат Марокко   | 2014/15          | 5    | 0    | 0     | 0     | 0         | 0         | 0         | 0         | 5     | 0     |
| Видад            | Итого               | Итого            | 5    | 0    | 0     | 0     | 0         | 0         | 0         | 0         | 5     | 0     |
| Ассириска        | Суперэттан          | 2015             | 25   | 10   | 1     | 1     | 0         | 0         | 0         | 0         | 26    | 11    |
| Ассириска        | Итого               | Итого            | 25   | 10   | 1     | 1     | 0         | 0         | 0         | 0         | 26    | 11    |
| Карпаты          | Чемпионат Украины   | 2015/16          | 9    | 2    | 0     | 0     | 0         | 0         | 0         | 0         | 9     | 2     |
| Карпаты          | Чемпионат Украины   | 2016/17          | 17   | 7    | 2     | 0     | 0         | 0         | 0         | 0         | 19    | 7     |
| Карпаты          | Итого               | Итого            | 26   | 9    | 2     | 0     | 0         | 0         | 0         | 0         | 28    | 9     |
| Шахтёр (Донецк)  | Чемпионат Украины   | 2016/17          | 0    | 0    | 0     | 0     | 1         | 1         | 0         | 0         | 1     | 1     |
| Шахтёр (Донецк)  | Итого               | Итого            | 0    | 0    | 0     | 0     | 1         | 1         | 0         | 0         | 1     | 1     |
| Всего за карьеру | Всего за карьеру    | Всего за карьеру | 94   | 23   | 5     | 1     | 1         | 1         | 8         | 1         | 108   | 26    |